# Centrolene paezorum
Centrolene paezorum е вид жаба от семейство Centrolenidae.

## Разпространение
Видът е разпространен в Колумбия.